# Mirila
Mirila su pogrebna spomen obilježja koja se nalaze na Velebitu.
Nastajala su u vremenu od 17. do 20. stoljeća. Stanovnici Velebita nakon smrti pokojnika nosili bi pokojnika do groblja koja su bila udaljena i preko nekoliko kilometara od kuće pokojnika bez stajanja za odmor nosača pokojnika. Otprilike na pola puta od kuće pokojnika do groblja nosači su se smjeli odmoriti i na tom mjestu su nastajala mirila.
Mirila su nastajala na način da nosači pokojnika spuste pokojnika na tlo i s dva kamena označe njegovo tijelo s time da se jedan kamen postavlja uz glavu pokojnika, a jedan uz noge pokojnika (to bi davalo mjeru pokojnika, odakle dolazi i naziv za mirila). Nakon odmora nastavljalo se dalje prema groblju gdje je pokojnik pokopan.
Za vrijeme dok je pokojnik na mirilima ili nedugo nakon toga, prostor između dva kamena mirila popločavao se plosnatim kamenjem i na uzglavnom kamenu su se isklesavali plitki reljefi.
Prema pučkim vjerovanjima na mirilima je ostajala duša pokojnika, a u grobu je zakopano samo tijelo pokojnika. I iz tog razloga su mirila posjećivana, ostavljano je cvijeće na njima, molitve za pokojnika su upućivane s mirila, za razliku od groba pokojnika čije bi se kosti nakon nekog vremena izvadile da naprave mjesto za drugog pokojnika iz te obitelji (jer grobovi za njih nisu imali neku veću važnost).
Rješenjem Ministarstva kulture RH od 27. prosinca 2007. posmrtni običaji vezani uz mirila imaju svojstvo nematerijalnog kulturnog dobra u smislu Zakona o zaštiti i očuvanju kulturnih dobara.